# Jack Rocker
Jack L. Rocker (nacido el 12 de agosto de 1922 y fallecido el 27 de noviembre de 2010 en Bainbridge Island, Washington) fue un jugador de baloncesto estadounidense que disputó una temporada en la BAA, además de jugar en la NBL. Con 1,95 metros de estatura, jugaba en la posición de ala-pívot.

## Trayectoria deportiva

### Universidad
Jugó durante tres temporadas con los Golden Bears de la Universidad de California, con una pausa de tres años debido al servicio militar.

### Profesional
Comenzó su carrera profesional en los Minneapolis Lakers, entonces en la NBL, con los que únicamente llegó a disputar cinco partidos, en los solo anotó cuatro puntos. Tras ser despedido, esa misma temporada fichó por los Philadelphia Warriors de la BAA, donde disputó nueve partidos en los que promedió 1,9 puntos.

#### Estadísticas en la BAA

##### Temporada regular
| Temporada | Edad | Equipo                | Liga | Pos. | P | TIT | MIN | TC  | TCA | %TC  | 3P | 3PA | %3P | TL  | TLA | %TL   | R.OF. | R.DEF. | REB | ASIS | ROB | TAP | PER | FP  | PTS |
| 1947-48   | 25   | Philadelphia Warriors | BAA  |      | 9 |     |     | 0.9 | 2.4 | .364 |    |     |     | 0.1 | 0.1 | 1.000 |       |        |     | 0.3  |     |     |     | 0.2 | 1.9 |
| Total     |      |                       | BAA  |      | 9 |     |     | 0.9 | 2.4 | .364 |    |     |     | 0.1 | 0.1 | 1.000 |       |        |     | 0.3  |     |     |     | 0.2 | 1.9 |